# 浪河镇
浪河镇，是中华人民共和国湖北省十堰市丹江口市下辖的一个乡镇级行政单位。

## 行政区划
浪河镇下辖以下地区：
浪河社区、代湾社区、朱家沟社区、青莫社区、小店子村、浪河口村、代湾村、银梦湖村、土门沟村、四道河村、钱湾村、青莫村和黄龙村。